# Scarabée de la vigne
Pelidnota punctata
Espèce
Le Scarabée de la vigne (Pelidnota punctata) est une espèce d'insectes coléoptères, de la famille des Scarabaeidae (scarabées), de la sous-famille des Rutelinae, de la tribu des Rutelini. Les scarabées de la vigne sont communément présents dans le nord et le centre des États-Unis et dans l'est du Canada, mais causent relativement peu de dégâts à leurs plantes hôtes. Ils volent rapidement en émettant un fort bourdonnement, en traçant une ligne courbe plutôt qu'une ligne droite.
Le scarabée adulte mesure environ 2,5 cm de long, mais peut atteindre jusqu'à 3 cm. Sa coloration varie du jaune paille au rouge brunâtre, avec quatre taches noires de chaque côté. De fines lignes noires divisent les bords de ses élytres. Il existe deux variantes de Pelidnota punctata : la variante du sud présente des pattes claires, tandis que la variante du nord présente des pattes plus foncées. Les spécimens du nord présentent également des taches plus sombres, tandis que ceux des régions méridionales peuvent ne pas en avoir du tout. Le Scarabée de la vigne est une espèce variable, dont la taxonomie et la nomenclature ont été discutées et révisées tout au long du XXe siècle.

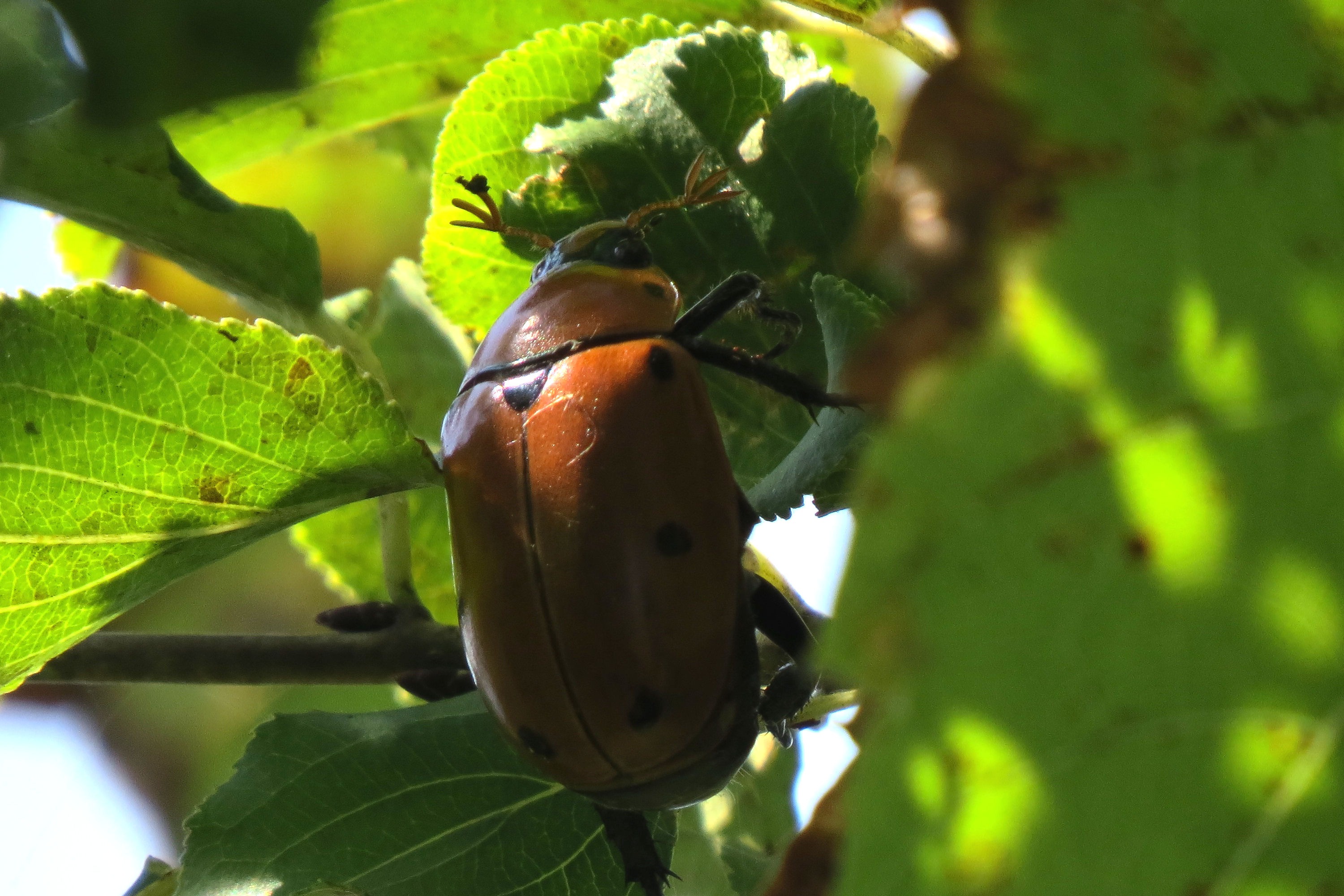
Pelidnota punctata trouvé à Shirleys Bay, Ottawa (Ontario, Canada).

## Habitat et alimentation
Le coléoptère est présent dans l'Est de l'Amérique du Nord, de l'Ontario et au nord du Maine jusqu'au sud de la Floride; et à l'ouest jusqu'au Texas et au Dakota du Sud. Il vit, comme beaucoup de coléoptères, dans les forêts, les fourrés et les bois, et est surtout observé pendant l'été. Insectes volants actifs, ces coléoptères sont généralement attirés par les lumières la nuit. On le voit également dans les vignobles et les jardins[réf. nécessaire].
Le coléoptère adulte mange les feuilles et les fruits des vignes, à la fois sauvages et cultivées, bien qu'il ne soit normalement pas un ravageur majeur des vignobles.
Les œufs de coléoptère sont pondus dans du bois pourri, des souches d'arbres ou sur le sol près de la plante hôte, où ils éclosent en larves qui peuvent atteindre jusqu'à 5 cm de long. Les larves s'enfoncent ensuite dans le sol où elles se nourrissent de bois pourri. Les chambres pupales sont construites sous terre, à une faible profondeur. Les adultes y émergent au mois de juillet. Son cycle de vie complet dure deux ans.